# 쿠르만지어 위키백과
쿠르만지어 위키백과(Wîkîpediyaya kurdiya kurmancî, ویکیپەدیایا کوردیا کورمانجی)는 쿠르만지어(북부 쿠르드어)로 된 위키백과이다. 2014년 3월 18일 기준으로 문서 수는 20,277개이다. 로마자와 아랍 문자 변환기가 도입되어 있다. 기호는 ku이다.

## 같이 보기
- 소라니어 위키백과